# توماس هاميلتون بيل
توماس هاميلتون بيل هو سياسي كندي، ولد في 12 نوفمبر 1878 في كندا، وتوفي في 14 مارس 1939 في تورونتو في كندا. حزبياً، نشط في حزب أونتاريو المحافظ التقدمي. وقد انتخب عضو برلمان مقاطعة أونتاريو.